# 4 SALE
『4 SALE』（フォー セール）は、1985年9月5日に発売されたTHE GOOD-BYEの4作目のオリジナルアルバムである。発売元はビクター音楽産業（現：JVCケンウッド・ビクターエンタテインメント）。

## 収録曲

### LP / CT

#### SIDE A
1. 歌謡METAL劇場［3:29］
作詞・作曲: 野村義男
2. LET'S GET TOGETHER［3:06］
作詞・作曲: 曾我泰久／ブラスアレンジ: 新田一郎
3. とLOVEるジェネレーション［2:30］
作詞: 野村義男／作曲: 曾我泰久／編曲: THE GOOD-BYE、小野沢篤／ブラスアレンジ: 新田一郎
  - 表記は無いが、前曲から途切れることなく曲が始まり、冒頭にはその余韻が僅かに残っている。音源そのものはシングルと同一。
4. ホーボー・ブルース（HOBO'S BLUES）［3:04］
作詞: 加賀八郎／作曲: 野村義男
5. It's…［4:41］
作詞・作曲: 野村義男／編曲: THE GOOD-BYE、小野沢篤

#### SIDE B
1. 気分モヤモヤ サラサラ チクチク［2:53］
作詞: 野村義男／作曲: 曾我泰久
2. コーチャンの世直し数え唄［3:03］
作詞・作曲: 野村義男／編曲: THE GOOD-BYE、小野沢篤
3. Summer 1963［3:32］
作詞・作曲: 曾我泰久
4. やさしく溶かして Don't You Know［3:30］
作詞・作曲: 野村義男
5. 死ぬまでRock'n' Roll（Rock'n' Roll Till I Die）　〜BIG ENDING［2:51］
作詞: 野村義男／作曲: 曾我泰久／ストリングスアレンジ: 小林信吾

### CDリマスター盤
- 2004年9月22日発売。
- 「死ぬまでRock'n' Roll（Rock'n' Roll Till I Die）〜BIG ENDING」の後に前述の通り、未発表曲を含むボーナストラックとして新たに11曲が追加収録された[1]。

1. 歌謡METAL劇場
2. LET'S GET TOGETHER
3. とLOVEるジェネレーション
4. ホーボー・ブルース（HOBO'S BLUES）
5. It's…
6. 気分モヤモヤ サラサラ チクチク
7. コーチャンの世直し数え唄
8. Summer 1963
9. やさしく溶かして Don't You Know
10. 死ぬまでRock'n' Roll（Rock'n' Roll Till I Die）　〜BIG ENDING

#### ボーナス・トラック
1. TWO NIGHTS（トゥナイト）［3:11］
2. GOOD, NIGHT（Hark, the Angels' come）［2:18］
3. YES!YES!!YES!!!［4:00］
4. ペパーミント・パティTelephone［2:54］
  - 2023年8月に℃-want you!がカバー[2]。
5. 哀愁TWO NIGHTS［3:23］
6. 哀愁TWO NIGHTS［3:08］
7. とLOVEるジェネレーション（Version I）［2:53］
8. NOT 4 SALEのテーマ［1:14］
9. Good-Byeのテーマ（VERSION III）［4:10］
10. とLOVEるジェネレーション <DEMO>［2:12］
  - 未発表デモ。ボーカルは曾我のみ。
11. とLOVEるジェネレーション＜Alternative Version＞［2:35］
  - ホーンをオーバーダビングする前の未発表バージョン